# ユン・シムドク
ユン・シムドク（尹 心悳、朝鮮語: 윤심덕、1897年7月25日 - 1926年8月4日）は、日本統治時代の朝鮮の歌手、俳優。
高身長で首の長い欧米人のような外貌であり、闊達な性格であったとされる。

## 生涯
1897年7月25日、李氏朝鮮で平安道の平壌府（現: 朝鮮民主主義人民共和国平壌直轄市）にて敬虔なキリスト教信者であるユン・ホビョン（父）と金氏（母）のもと、4人兄妹の2番目の娘として生まれた。その後すぐに鎮南浦（現: 南浦特別市）へ移住し、崇義女学校（現: 崇義女子高等学校）を卒業した。同校を卒業後、はじめは医者と教師になるため平壌女子高等普通学校と京城女子高等普通学校で学び、1914年に卒業した。
のちに音楽を志すようになると、1915年4月朝鮮総督府官費留学生として選抜され東京へ渡り、青山学院（現: 青山学院大学）を経て、東京音楽学校（現: 東京芸術大学）声楽科に入学した。東京音楽大学に入学した最初の朝鮮人であった
。
1921年に留学生らが計画した巡回公演に参加した。公演は趙明熙（チョ・ミョンヒ）作、金祐鎮演出の「金英一の死」と音楽などの組み合わせで、7月8日の釜山公演から始まって25都市で開催され、観客に熱狂的に迎えられた。劇作家で早稲田大学の学生でもあり、妻子ある金祐鎮とはこの公演中に親しくなった。劇中の「10年前には自由があったが、今はない」というセリフのために摘発され、8月18日に公演は中止となった。
1922年に東京音楽学校を卒業し、一年間助手として籍をおいて声楽を学び、1923年5月に帰郷した。同年6月26日、鍾路中央青年会館で東亜婦人商会設立三周年記念音楽会に出演し、韓国初のソプラノ歌手としてデビューした。多くの音楽会に出演し、独唱会を開いたが、すぐには収入につながらず、教師としての仕事も得られなかった。経済的に厳しい中、父母と梨花女子専門学校でピアノを学ぶ妹の聖悳（ソンドク）、延嬉専門学校で声楽を学ぶ弟の基誠（キソン）の世話をせざるを得なかった。イタリア留学の夢をあきらめ、大衆歌手として活動することになった。
1924年末、弟の留学費用の援助を申し出たソウルの財産家・李容汶（イ・ヨンムン）との関係がスキャンダルとなり、満洲ハルピンの知人宅に避難した。1925年8月に帰国し、音楽家としての復帰を試みたが、うまくいかなかった。1926年1月、金祐鎮の紹介で朴勝喜（パク・スンヒ）主宰の新劇会「土月会」に入り、「カルメン」などを興行するが成功しなかった。
大地主の息子である金祐鎮は、事業とプロレタリア文学との板挟みとなり、1926年6月中旬に東京へ出奔した。ユン・シムドクは日東蓄音機と専属契約を結び、録音のために日本に向かい、金祐鎮のもとを訪れた。8月1日、ルーマニアの作曲家ヨシフ・イヴァノヴィチの「ドナウ川のさざなみ」のメロディにユン・シムドクが詩をつけた「死の賛美」が日東蓄音機で録音された。ユン・シムドクは8月3日に下関から釜山へと向かう連絡船『徳寿丸』へ金祐鎮とともに搭乗した。8月4日午前4時、対馬海峡にて2人で船上から投身し29歳で亡くなった。
日東蓄音機は、ユン・シムドクの死から2週間後に「死の賛美」を発売し、「死の賛美を最後に歌って、海原に身を投げた朝鮮唯一のソプラノ」と宣伝した。「死の賛美」は、レコード1枚が現在の価値で数万円にもなる高価なものだったが、当時としては空前の10万枚を越える大ヒットとなった。「死の賛美」の曲調と歌詞は、三・一運動後に蔓延していた朝鮮の若者たちのニヒリズムを刺激した。

## 写真

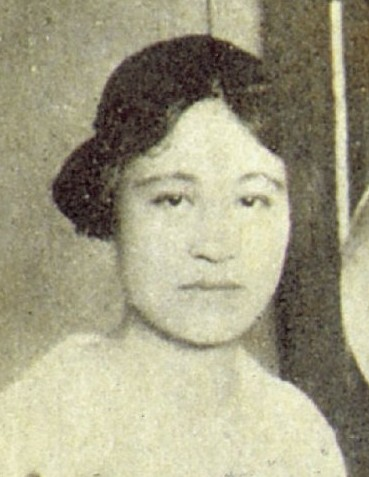
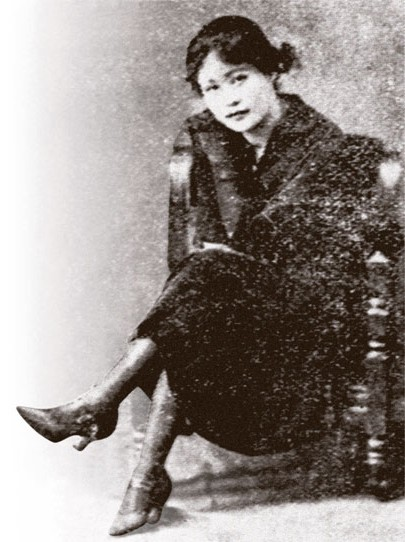
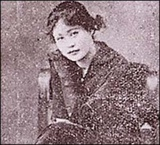

## ユン・シムドクが登場する作品

### ドラマ
- 《死の賛美》(2018年、SBS) - シン・ヘソン
- 《パチンコ - Pachinko》(2022年、Apple TV) - イ・ジヘ

### 映画
- 《ユン・シムドク》（1969年) - ムン・ヒ
- 《死の賛美》（1991年） - チャン・ミヒ

### 演劇・ミュージカル
- 《死の賛美》(2013年/2014年/2015年/2017年/2019年) - アン・ユジン・クァク・ソニョン・イム・ガニ・チェ・スジン・シン・ウィジョン・チェ・ユハ・チェ・ヨヌ・チョン・ヨン
- 《関西ー釜山連絡船》 (2016年/2021年) - ハン・ヘイン・チェ・イミン・キム・ヒオラ・キム・ジュヨン